# Sadullapur
Sadullapur è un sottodistretto (upazila) del Bangladesh situato nel distretto di Gaibandha, divisione di Rangpur. Si estende su una superficie di 227,97 km² e conta una popolazione di 287.426  abitanti (censimento 2011).